# Huang Yong Ping
Huang Yong Ping, född 18 februari 1954 i Xiamen i Kina, död 19 oktober 2019 i Ivry-sur-Seine utanför Paris, var en fransk installationskonstnär av kinesisk härkomst.
Huang Yong Ping deltog vid mitten av 1980-talet i den avant-gardistiska Xiamen-dadaismrörelsen, som organiserade happenings efter förebilder av Joseph Beuys, Marcel Duchamp och John Cage. År 1989 deltog han i utställningen Magiciens de la terre i Centre Georges Pompidou i Paris, som också visades på andra håll i Europa. Huang beslöt då att stanna kvar i Frankrike.
År 1996 var han ansvarig för den första konstevenemanget Manifesta i Rotterdam och 1997 deltog han i skulpturutställningen Skulptur.Projekte i Münster i Tyskland. År 1999 samt 2009 deltog han för Frankrike i Venedigbiennalen.

## Verk i urval
- The overturned tomb (1994)[11], Kröller-Müllermuseets skulpturpark i Otterlo
- 100 Arms of Guanyin (1997), Skulptur.Projekte i Münster
- Hammam o Baño Árabe (2003), Fundación NMAC i Vejer de la Frontera
- Buddha's Hands (2006)[12], Het Arsenaal, Biënnale van Venetië 2009
- Immigrant sans papiers (2010)[13]
- Rainbow snake i Västlänkens nya Haga station i Göteborg (2026 enligt plan) [14]

## Bildgalleri

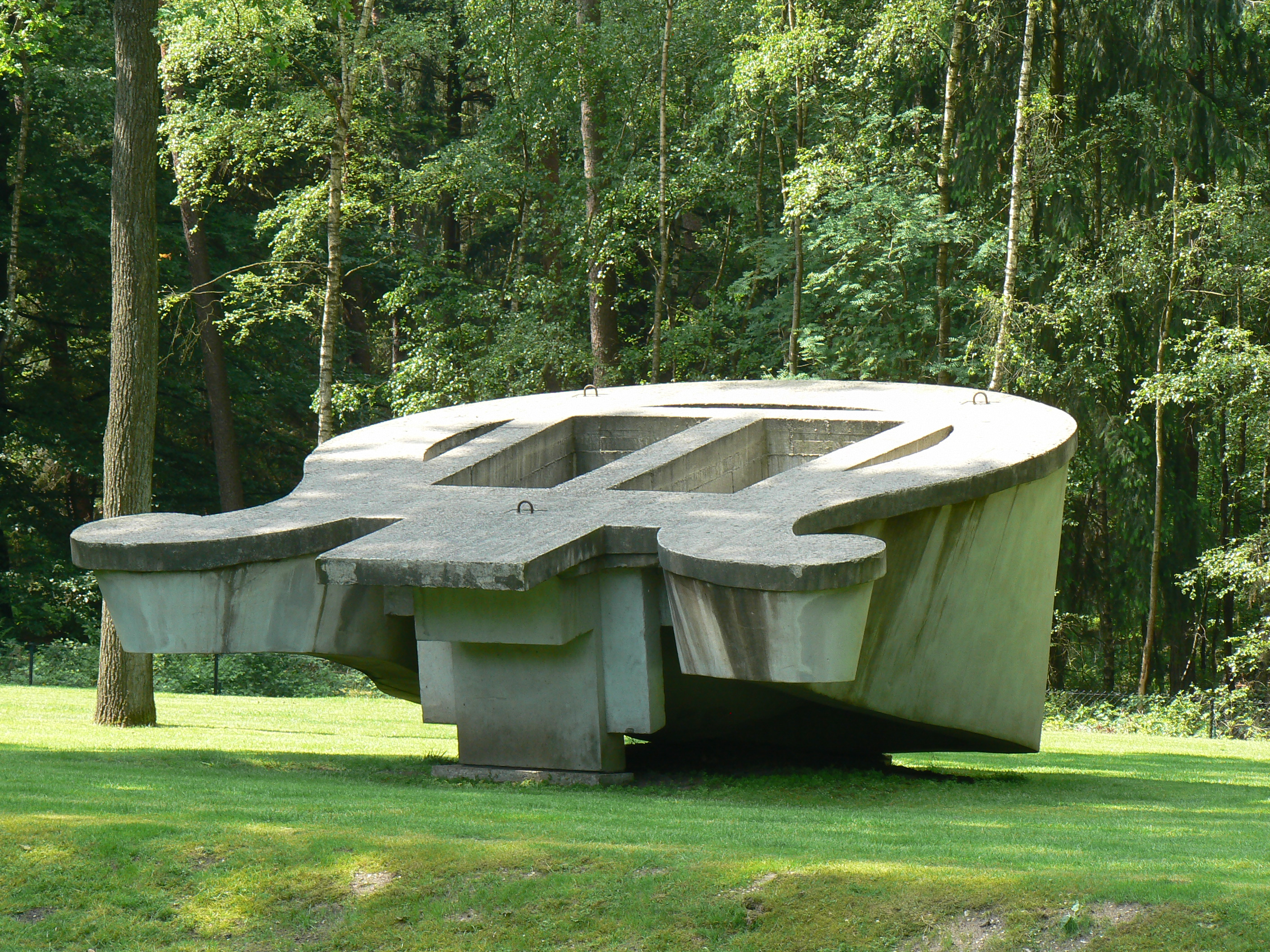
The overturned tomb (1994)
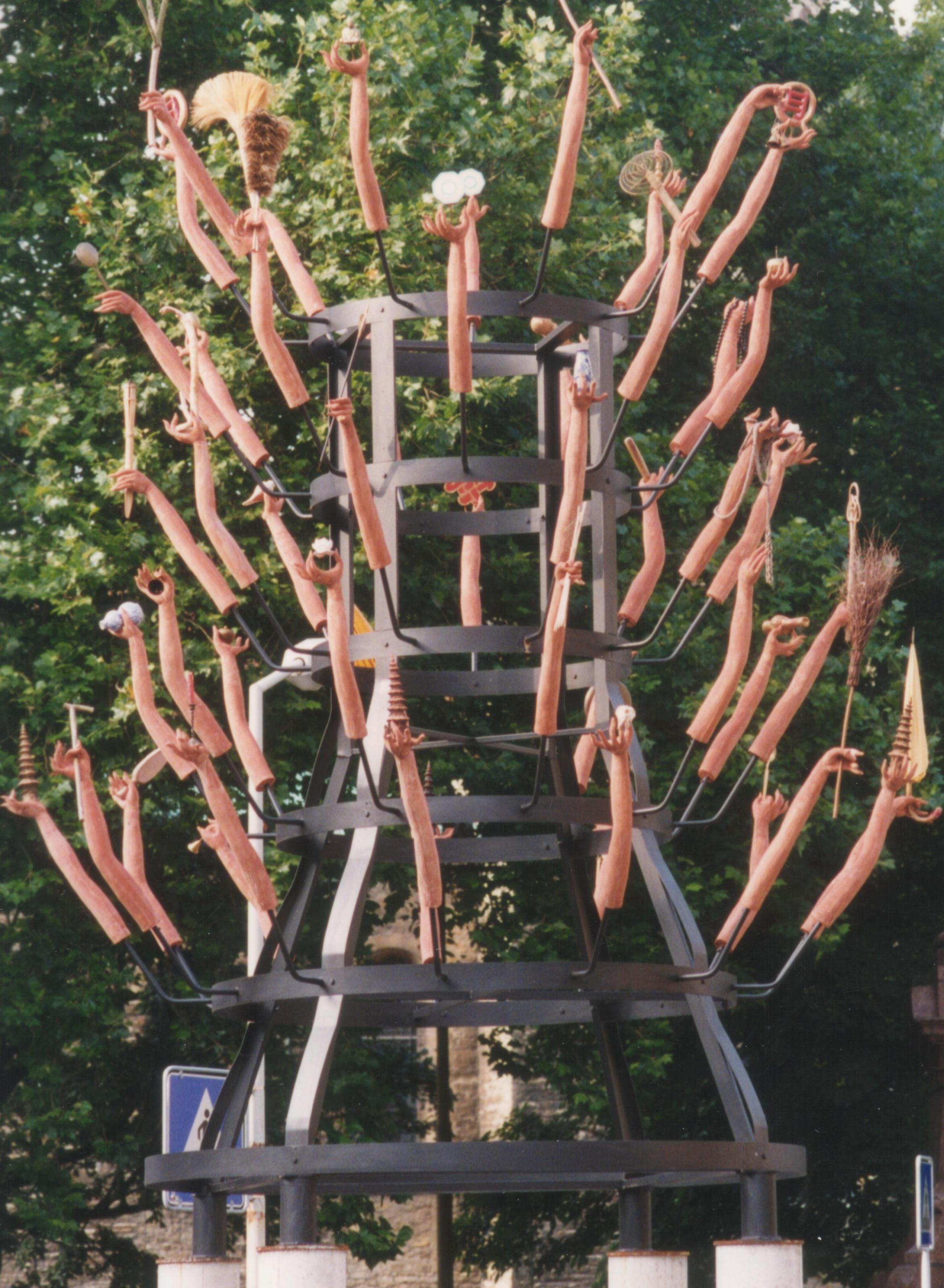
100 Arms of Guanyin (1997)